# Jean de Prado
Jean de Prado, né à Morgovejo, Province de León, Royaume d'Espagne aux alentours de 1563 et mort à Marrakech, Maroc le 24 mai 1631, est un franciscain espagnol du XVIIe siècle mort martyr. 

## Biographie
Né dans une famille de haute noblesse, très jeune il est orphelin de parents. Après des études à l'Université de Salamanque il choisit de changer de vie, abandonne ses titres, et demande à entrer dans l'Ordre des Frères Mineurs en 1584. Ordonné prêtre il devient prédicateur. Homme spirituel et de confiance il est fait maître des novices et en 1610, il est élu ministre provincial de la province franciscaine de San Diego en Andalousie.

### Mission au Maroc
En 1613, une épidémie de peste tue tous les Franciscains alors présents au Maroc. L'Ordre à la demande du Pape Urbain VIII cherche des volontaires pour les remplacer. Jean de Prado fait partie des personnes choisies. Avec l'approbation du sultan Abd al-Malik ben Zaidan, lui et deux compagnons peuvent se rendre à Marrakech où ils se mettent au service des chrétiens de la ville (principalement des chrétiens réduit en esclavage). 

### Son martyre
Après la mort d'al-Malik, son frère Mulaj al-Walīd se montre beaucoup moins bienveillant à l'égard des missionnaires. Ceux-ci sont invités à quitter le pays, ce que Jean de Prado et ses compagnons refusent. Le nouveau sultan les fit arrêter et emprisonner. Ils sont alors condamnés aux travaux forcés dans les mines de salpêtre. Lors d'interrogatoires Jean de Prado se montre ferme devant ses accusateurs. Il n'hésite pas à professer sa foi chrétienne et à encourager les chrétiens prisonniers comme lui à tenir ferme dans leur foi. Sa fermeté dans la foi et son prosélytisme finirent par le faire condamner à mort. Il est brûlé vif et son crâne fracassé.

## Vénération
Jean de Prado fut béatifié le 24 mai 1728 par le pape Benoît XIII. Il est fêté avec ses autres compagnons martyrs le 24 mai.